# Portrait de la duchesse de Berry
Le Portrait de la duchesse de Berry est un portrait peint en 1825 par l'artiste anglais Thomas Lawrence. Il représente Marie-Caroline de Bourbon-Siciles, duchesse de Berry, belle-fille du roi Charles X. Quelques mois après l'assassinat de son mari le duc de Berry en 1820, elle donne naissance à un enfant, Henri d'Artois, qui semble assurer la succession de la maison de Bourbon.

## Histoire et description
Lawrence était président de la Royal Academy de Londres et le portraitiste le plus en vogue de Grande-Bretagne. Il fut chargé par George IV de se rendre en France pour peindre Charles X l'année de son couronnement à Reims. Lors de son séjour dans le pays, il peint également le fils aîné du roi, Louis Antoine, duc d'Angoulême. Impressionnée par les représentations de son père et de son beau-frère, la duchesse de Berry s'est assurée les services de ce dernier pour réaliser son portrait. Il la représente en dame à la mode, tenant un monocle.
Le tableau fait aujourd'hui partie des collections du château de Versailles.